# Rouilly-Sacey
Rouilly-Sacey ist eine französische Gemeinde mit 388 Einwohnern (Stand 1. Januar 2022) im Département Aube in der Region Grand Est; sie gehört zum Arrondissement Troyes und zum Kanton Brienne-le-Château.

## Geografie
Die Gemeinde liegt in der Champagne unweit der Stadt Troyes und wird von den beiden Dörfern Rouilly und Sacey gebildet.

## Bevölkerungsentwicklung
| Jahr      | 1962 | 1968 | 1975 | 1982 | 1990 | 1999 | 2008 | 2016 |
| Einwohner | 265  | 254  | 296  | 361  | 342  | 341  | 328  | 386  |

## Sehenswürdigkeiten

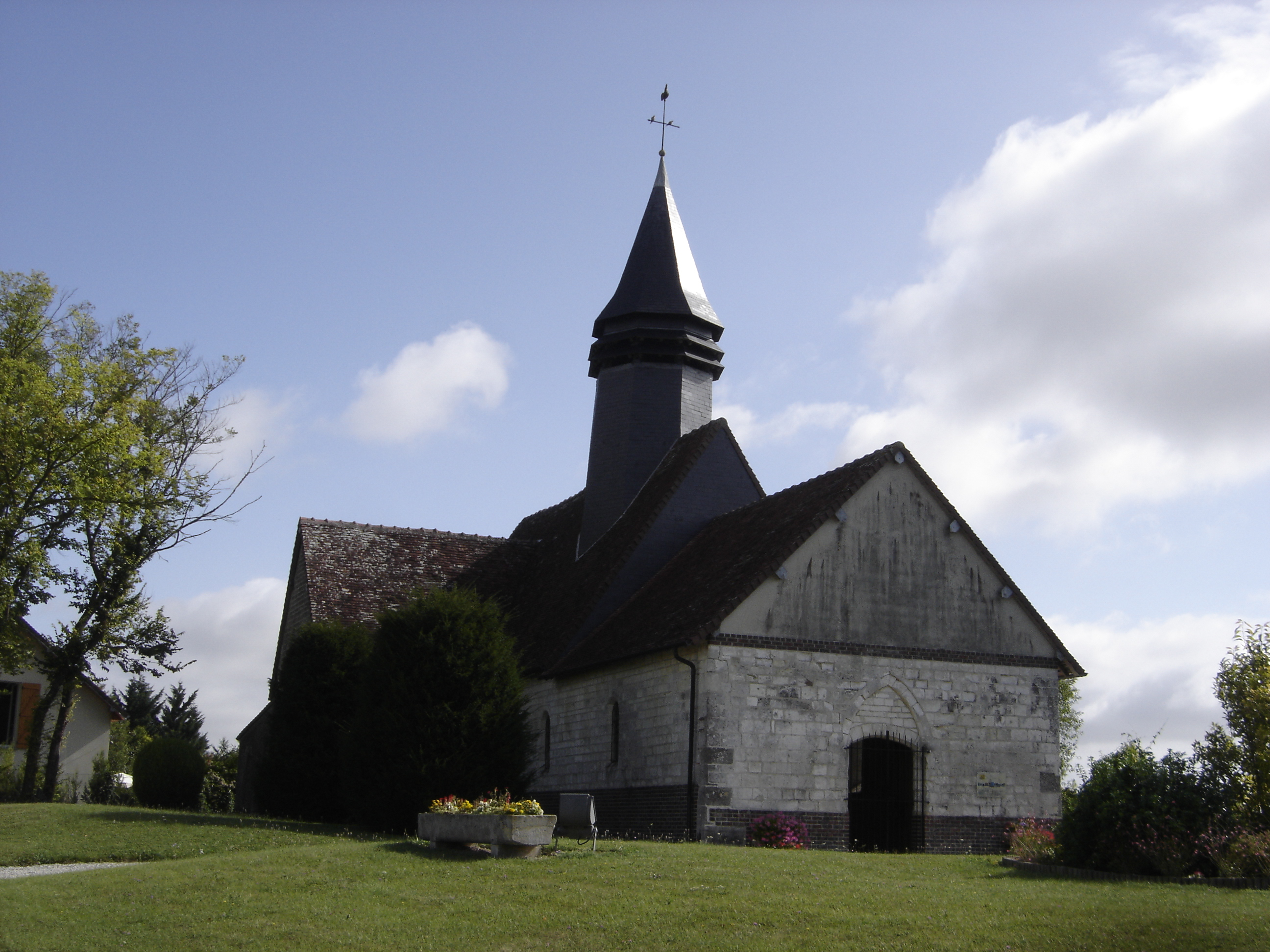
Kirche Saint-Gengoul

- Kirche Saint-Gengoul in Sacey
- Kirche Saint-Martin in Rouilly